# Monticello (New York)
Monticello è un villaggio (village) degli Stati Uniti d'America e capoluogo della contea di Sullivan nello Stato di New York. La popolazione era di 6 726 abitanti al censimento del 2010. È il capoluogo del comune di Thompson, nel quale si trova all'interno. Il villaggio deve il suo nome all'omonima casa di Thomas Jefferson, 3º Presidente degli Stati Uniti d'America.
Il villaggio di Monticello si trova nella parte centrale di Thompson, adiacente alla New York Route 17. Monticello è uno dei più grandi villaggi della contea.

## Geografia fisica
Monticello è situata a 41°39′13″N 74°41′26″W (41.653529, -74.690454).
Secondo lo United States Census Bureau, ha un'area totale di 4,1 mi² (10,62 km²).
Il villaggio di Monticello si trova nella parte sud di Upstate New York nella regione dei monti Catskill. In auto, si trova circa 80 miglia (130 km) a nord-est di Scranton, Pennsylvania, 90 miglia (140 km) a sud-est di Binghamton, 150 miglia (240 km) a sud-est di Elmira, 85 miglia (137 km) a nord-ovest di New York, e 100 miglia (160 km) a sud-ovest di Albany.

## Società

### Evoluzione demografica
Secondo il censimento del 2010, la popolazione era di 6 726 abitanti.

### Etnie e minoranze straniere
Secondo il censimento del 2010, la composizione etnica del villaggio era formata dal 49,4% di bianchi, il 32,1% di afroamericani, lo 0,6% di nativi americani, il 2,4% di asiatici, lo 0,0% di oceanici, il 9,4% di altre razze, e il 6,0% di due o più etnie. Ispanici o latinos di qualunque razza erano il 29,9% della popolazione.